# گمینا پژتووه
گمینا پژتووه (به لهستانی:  Gmina Przytuły) یک گمینا در لهستان است که در شهرستان وومژا واقع شده‌است. گمینا پژتووه ۷۱٫۱۸ کیلومتر مربع مساحت و ۲٬۱۹۴ نفر جمعیت دارد.